# Ciurea
Ciurea est une commune roumaine située dans le județ de Iași.